# Plagodis obscurior
Plagodis obscurior är en fjärilsart som beskrevs av Dahlström 1900. Plagodis obscurior ingår i släktet Plagodis och familjen mätare. Inga underarter finns listade i Catalogue of Life.